# Denumirea planetelor minore

Diagrama lui Euler a corpurilor din Sistemul Solar.

Planetele minore din Sistemul Solar primeesc diferite denumiri după descoperirea lor.
La început, în urma descoperirii unei planete minore, acesteia i se atribuie o denumire provizorie de către Minor Planet Center. Odată ce acest obiect a fost suficient observat pentru ca parametrii săi orbitali să fie suficient de bine cunoscuți, o denumire definitivă, corespunzând unui număr de ordine în lista planetelor minore, îi este atribuită. Pentru puține din aceste obiecte, se atribuie un nume, dar acesta, făcând parte din denumirea oficială a obiectului odată atribuit, nu-i conferă niciun statut deosebit obiectului și nu este marca niciunui aspect deosebit privitor la cunoașterea unor parametri fizici sau orbitali ai obiectului. Altfel spus, doar atribuirea unui număr definitiv valorează validarea oficială a existenței unui obiect.

## Denumiri provizorii
| Luna       | De la 1 la 15 | De la 16 la 31 |
| ---------- | ------------- | -------------- |
| Ianuarie   | A             | B              |
| Februarie  | C             | D              |
| Martie     | E             | F              |
| Aprilie    | G             | H              |
| Mai        | J             | K              |
| Iunie      | L             | M              |
| Iulie      | N             | O              |
| August     | P             | Q              |
| Septembrie | R             | S              |
| Octombrie  | T             | U              |
| Noiembrie  | V             | W              |
| Decembrie  | X             | Y              |

Când un astru necunoscut a fost urmărit mai multe nopți, coordonatele sale pot fi trimise la Minor Planet Center care va emite o denumire provizorie.
Aceasta este compusă dina nul, apoi de o literă care indică jumătatea lunii în care s-a produs descoperirea, urmată de o literă care indică ordinea descoperirii în această jumătate de lună. Litera I nu este folosită pentru a se evita confuzia cu cifra 1, iar Z este inutil pentru desemnarea jumătății unei luni. Dacă se fac mai mult de 25 de descoperiri în cincisprezece zile, se încheie cu litera A și se adaugă un număr care indică de câte ori cea de-a doua literă a fost utilizată în această jumătate de lună. De exemplu (15760) 1992 QB1 a fost cel de-al douăzeci și șaptelea asteroid descoperit în a doua jumătate a lunii august 1992 (după #25 = 1992 QZ și #26 = 1992 QA1).
E frecvent ca mai multe denumiri provizorii să-i fie atribuite aceluiași obiect (de exemplu,  5878 Charlene = 1979 XU = 1991 CC1 = 1992 QZ); acest lucru se explică prin faptul că identificarea obiectului  nu a fost imediat recunoscută.

## Numerotarea definitivă și denumirea
Odată recunoscut ca atare, cu o traiectorie orbitală clar stabilită, asteroidul primește un număr definitiv însoțit uneori de un nume propriu. Asteroizii nu sunt în mod obligatoriu numerotați în ordinea descoperirii lor.
Primii asteroizi descoperiți au primit numele tradiționale ale unor personaje din Mitologia greacă sau romană, dar rapid a început să se simtă lipsa acestora. Atunci s-au folosit altele, ca prenume feminine sau acelea a unor celebrități în vogă. Totuși, contrar credinței populare, acest nume nu este de vânzare. Descoperitorul își păstrează privilegiul și întreaga latitudine în privința alegerii numelui obiectului.
De fapt, regulile atribuirii au rămas foarte suple:
- nu mai mult de 18 caractere;

- numele compuse sunt de evitat (cratima este posibilă, însă fără spațiu);

- numele trebuie să fie ușor de pronunțat în mai multe limbi;

- numele nu trebuie să șocheze;

- numele trebuie să fie foarte diferențiat de cele deja folosite;

- fără nume de oameni politici sau militari, cu excepția celor care au murit de mai mult de un secol;

- sunt descurajate numele animalelor de companie.

Descoperitorul care vrea să denumească un obiect trebuie să furnizeze o notiță explicativă. De exemplu iată un extras din notița explicativă a asteroidului 17059 Elvis :
| Veriunea originală | Traducere |
| --- | --- |
| 17059 Elvis = 1999 GX5 | 17059 Elvis = 1999 GX5 |
| Discovered 1999 Apr. 15 by J. Broughton at Reedy Creek Observatory. | Descoperit la 15 aprilie 1999 de J. Broughton la Observatorul Reedy Creek. |
| Elvis Aaron Presley (1935-1977) was a flamboyant American singer. Known as the king of Rock and Roll, he had a popularity that contributed toward making that genre a world-wide phenomenon. | Elvis Aaron Presley (1935-1977) a fost un cântăreț american. Cunoscut ca regele Rock'n Roll-ului, popularitatea sa a contribuit să facă din acest gen muzical un fenomen mondial. |

Numele devine oficial atunci când a fost publicat cu notița în Minor Planet Circulars.

### Nume deosebite pentru categorii deosebite
Pot fi câteva constrângeri pentru asteroizi deosebiți. Asteroizii care aparțin claselor următoare sunt denumiți cu nume corespunzătoare aceleiași teme:
| Categorie              | Temă |
| ---------------------- | --- |
| Asteroizi Aton         | Zeitate egipteană |
| Troieni ai lui Jupiter | Eroi din războiul troian (grecii în fața lui Jupiter și troienii în spate, deși există câte un transfug în fiecare tabără: 617 Patrocle și 624 Hector) |
| Centauri               | Centauri |